# Maurice Buttin
Maurice Buttin, né le 10 décembre 1928 à Meknès au Maroc, est un avocat et écrivain français. Il a notamment été l'avocat de l'USFP et de la famille Ben Barka chargé d'enquêter sur l'enlèvement, la disparition et l'assassinat de l'opposant marocain et leader tiers-mondiste, Mehdi Ben Barka.

## Biographie
Maurice Buttin est né en 1928 à Meknès. En 1954, il s'inscrit au barreau de Rabat. Il commence par défendre des nationalistes marocains avant de prendre en main le dossier de l'affaire Ben Barka qui le fera connaître. Il dira plus tard : « le jour où je franchirai le Rubicon, c'est-à-dire où je me déplacerai à Paris pour le premier procès dans l'affaire Ben Barka, en septembre 1966, je ne quitterai pas le Maroc... mais le Maroc me quittera ! Le retour au pays m'est interdit après ma plaidoirie. ». En effet il ne retournera au Maroc que 17 ans après en compagnie de Mitterrand lors de sa visite au pays. Entretemps, il s'inscrira au barreau de Paris.

## Affaire Ben Barka
Le 29 octobre 1965, Mehdi Ben Barka principal opposant au roi du Maroc Hassan II est enlevé devant la brasserie Lipp sur le boulevard Saint-Germain. L'opération est menée par des truands (barbouzes) et policiers français pour le compte des autorités marocaines. L'affaire éclabousse la France et le Maroc à la suite de l'implication avérée des services de renseignements des pays respectifs. Seulement aucun corps ne sera jamais retrouvé et les circonstances exactes de la disparition du leader tiers-mondiste ne seront jamais établies. L'avocat Maurice Buttin, alors proche de la famille, est chargé par celle-ci d'enquêter sur la question. Me Buttin demeurera chargé de l'affaire Ben Barka pendant plus de 50 ans et militera toujours pour la fin de la raison d'État des deux côtés obstruant toute enquête sérieuse. Il dira d'ailleurs que « pour tourner une page, il faut d'abord l'avoir lue »
Me Buttin est aussi à l'origine de l'annonce en 2007 des mandats d'arrêts internationaux par le juge d'instruction Ramaël contre les généraux marocains soupçonnés d'être impliqués dans l'affaire. Ces mandats ne seront jamais exécutés.
Avec la création de l'instance équité et réconciliation, plusieurs anciens opposants et détenus sous le roi Hassan II sortent du silence dont les frères Bourequat. Ces derniers affirmant alors que la tête de Mehdi Ben Barka est enterrée à l’ancienne prison secrète de Rabat le PF3 (PF pour Point Fixe) où eux-mêmes étaient prisonniers, Me Buttin demande des fouilles souterraines dans l'actuel emplacement de la prison PF3. Toutes ses demandes seront déclinées. De même, les commissions rogatoires demandées par le Juge Ramaël ne seront jamais exécutées par le gouvernement marocain.

## Engagement politique
Maurice Buttin a longtemps fréquenté les militants de gauche marocains. Il soutient aussi par ailleurs la cause palestinienne.
Il est vice-président de l'Association de Solidarité Franco-Arabe (ASFA) de Louis Terrenoire dès 1974 et fondateur de l’Association France-Palestine, vice-président du Comité de vigilance pour une paix réelle au Proche-Orient, et vice-président des Amitiés franco-irakiennes.

## Publications
- "Hassan II - De Gaulle - Ben Barka : Ce que je sais d'eux", éditions Karthala, 504 p.

### Documentaires et interviews
- Intervention dans le documentaire diffusé sur France 3 Ben Barka, l'obsession
- Conférence de Me Buttin à la Fondation Abderrahim Bouabid à l'occasion de la parution de son livre Hassan II, de Gaulle, Ben Barka : Ce que je sais d'eux (en ligne sur YouYube).